# Науру на літніх Олімпійських іграх 2008
Збірна команда Науру брала участь у літніх Олімпійських іграх 2008, де кваліфікувався науруанський важкоатлет. Спортсмени з Науру поки жодного разу не завойовували медалей на іграх.

## Важка атлетика
Спортсменів — 1
| Спортсмен     | Категорія              | Маса   | Ривок | Ривок | Ривок | Поштовх | Поштовх | Поштовх | Всього | Місце |
| Спортсмен     | Категорія              | Маса   | 1     | 2     | 3     | 1       | 2       | 3       | Всього | Місце |
| ------------- | ---------------------- | ------ | ----- | ----- | ----- | ------- | ------- | ------- | ------ | ----- |
| Ітте Детенамо | Понад 105 кг, чоловіки | 148,48 | 165   | 170   | 175   | 205     | 210     | 215     | 385    | 10    |